# Paraplectanoides ceruleus
Paraplectanoides ceruleus är en spindelart som beskrevs av Simon 1908. Paraplectanoides ceruleus ingår i släktet Paraplectanoides och familjen hjulspindlar.
Artens utbredningsområde är Western Australia. Inga underarter finns listade i Catalogue of Life.